# Finn Wolfhard
Finn Wolfhard (ur. 23 grudnia 2002 w Vancouver) – kanadyjski aktor telewizyjny, filmowy i dubbingowy, muzyk, scenarzysta oraz reżyser.
Od 2016 roku wciela się w rolę Mike’a Wheelera w serialu Stranger Things. Grał również Richiego w pierwszej i drugiej części filmowej adaptacji książki Stephena Kinga To. Zagrał młodego Borisa w ekranizacji książki Donny Tartt Szczygieł (2019), Milesa w filmie Florii Sigismondi Guwernantka (2020) oraz Trevora w filmie Jasona Reitmana Pogromcy duchów. Dziedzictwo.
W 2020 roku zadebiutował jako reżyser i scenarzysta krótkometrażowym filmem Night Shifts.
Od 2017 roku do listopada 2019 roku był wokalistą i gitarzystą indierockowego zespołu Calpurnia. Obecnie jest członkiem zespołu The Aubreys.

## Życiorys

### Wczesne lata
Wolfhard urodził się 23 grudnia 2002 roku w Vancouver w Kanadzie, w rodzinie o francuskich, niemieckich i żydowskich korzeniach. Ma starszego o 5 lat brata Nicka, który również jest aktorem.

### Aktorstwo
Swoją pierwszą rolę dostał dzięki portalowi z ogłoszeniami – Craigslist. W wieku 10-12 lat zaczął występować w teledyskach kanadyjskich zespołów rockowych. Jego serialowymi debiutami były jednoodcinkowe role Zorana w The 100 (2014) oraz Jordie Pinky’ego w Nie z tego świata (2015).
Przełomowym momentem w jego karierze była rola Mike’a Wheelera w pierwszym sezonie serialu Stranger Things (2016). W 2017 roku wraz z resztą obsady serialu otrzymał Nagrodę Gildii Aktorów Ekranowych w kategorii "Outstanding Performance by an Ensamble in a Drama Series" (Wybitny występ zespołu aktorów w serialu dramatycznym). W lutym 2020 rozpoczął zdjęcia do 4. sezonu, które jednak po paru tygodniach zostały przerwane z powodu pandemii COVID-19 (prace wznowiono we wrześniu 2020 roku).
W 2017 roku zadebiutował na dużym ekranie, wcielając się w rolę Richiego Toziera w filmowej adaptacji To Stephena Kinga. W 2018 roku zagrał w komedii Sezon na psa, by rok później powrócić do świata To, grając młodego Richiego w sequelu To: Rozdział 2. W tym samym roku został wybrany do roli młodego ukraińskiego chłopaka Borisa Pavlikovskiego w Szczygle, adaptacji nagrodzonej nagrodą Pulitzera powieści Donny Tartt. Reżyser filmu John Crowley początkowo chciał zatrudnić do tej roli rosyjskiego aktora, jednak zmienił zdanie, gdy okazało się, że akcent Wolfharda jest "bliski perfekcji".
Wolfhard miał też okazję dubbingować postacie w serialach animowanych. W latach 2019–2021 był głosem Playera, głównego bohatera Carmen Sandiego. W 2019 roku podłożył głos pod postać Pugsleya Addamsa w nowej wersji Rodziny Addamsów.
W 2020 roku Wolfhard wcielił się w rolę Milesa w horrorze Guwernantka na podstawie powieści Henry’ego Jamesa "The Turn of the Screw" (pol. "W kleszczach lęku" lub "Dokręcanie śruby"). W sierpniu wziął udział w nagraniu audiobooka "When You Finish Saving The World" autorstwa Jesse Eisenberga, a w przyszłości planowane jest sfilmowanie powieści, w której Wolfhard ma zagrać obok m.in. Julianne Moore.
W 2021 roku wcielił się w jedną z głównych ról w filmie Pogromcy duchów. Dziedzictwo w reżyserii Jasona Reitmana – sequelu dwóch hitów z lat 80. - Pogromcy duchów i Pogromcy duchów II.

### Reżyseria
W sierpniu 2020 roku, w wieku 17 lat, zadebiutował jako reżyser. Na festiwalu Fantasia Film Festival w Montrealu pokazał swój film krótkometrażowy Night Shifts wg własnego scenariusza. Film otrzymał drugą (srebrną) nagrodę publiczności w kategorii Najlepszego Krótkometrażowego Filmu z Kanady. Kilka dni później Wolfhard otrzymał nagrodę dla Najlepszego Reżysera na festiwalu filmów krótkometrażowych Atlanta Shortsfest.
W lutym 2021 roku Wolfhard opublikował Night Shifts na swoim kanale w serwisie YouTube (link do filmu).

### Muzyka
W 2017 roku Wolfhard (śpiew, gitara) wraz z przyjaciółmi z Vancouver (Ayla Tesler-Mabe – gitara, Jack Anderson – gitara basowa, Malcolm Craig – perkusja) założył indierockowy zespół Calpurnia. W czerwcu 2018 roku wydali EP Scout (wytwórnia Royal Mountain Records), zawierającą trzy utwory. W lutym 2019 roku zostali zaproszeni przez zespół Weezer do wystąpienia w ich teledysku do coveru "Take On Me" A-ha. 
W listopadzie 2019 roku członkowie zespołu wydali oświadczenie, w którym poinformowali o zakończeniu działalności. Jako główny powód rozpadu Wolfhard podał problemy z pogodzeniem jego planów aktorskich z trasami koncertowymi organizowanymi przez wytwórnię. 
Kilka tygodni później Wolfhard i Craig ogłosili, że będą nadal tworzyć i wydawać muzykę – pod szyldem The Aubreys. Ich pierwszy utwór "Getting Better (Otherwise)" trafił na ścieżkę dźwiękową filmu Guwernantka, w którym Wolfhard zagrał jedną z głównych ról. W marcu 2020 roku za pomocą niezależnej wytwórni AWAL wydali pierwszego singla oraz EP Soda & Pie. W styczniu 2021 roku wydali singla "No Offerings" – efekt współpracy z kwartetem Lunar Vacation.

## Filmografia

### Filmy
| Rok  | Tytuł                                       | Rola                    | Uwagi                                 |
| ---- | ------------------------------------------- | ----------------------- | ------------------------------------- |
| 2013 | Aftermath                                   | Młody Charles           | krótkometrażowy                       |
| 2013 | The Resurrection                            |                         | krótkometrażowy                       |
| 2017 | To                                          | Richie Tozier           |                                       |
| 2018 | Sezon na psa                                | Tyler                   |                                       |
| 2018 | Howard Lovecraft and the Kingdom of Madness | Herbert West (głos)     | animowany                             |
| 2019 | To: Rozdział 2                              | Młody Richie Tozier     |                                       |
| 2019 | Szczygieł                                   | Młody Boris Pavlikovsky |                                       |
| 2019 | Rodzina Addamsów                            | Pugsley Addams (głos)   | animowany                             |
| 2020 | Guwernantka                                 | Miles Fairchild         |                                       |
| 2020 | Omniboat: A Fast Boat Fantasia              |                         |                                       |
| 2020 | Rules for Werewolves                        | Bobert                  |                                       |
| 2020 | Night Shifts                                |                         | krótkometrażowy scenarzysta i reżyser |
| 2021 | How It Ends                                 | Ezra                    |                                       |
| 2021 | Pogromcy duchów. Dziedzictwo                | Trevor                  |                                       |
| 2022 | When You Finish Saving the World            | Ziggy Katz              |                                       |
| 2022 | Guillermo del Toro's Pinocchio              | Lampwick (Knot) (głos)  | animowany w postprodukcji             |

### Seriale
| Rok       | Tytuł                                 | Rola                                | Uwagi                                    |
| --------- | ------------------------------------- | ----------------------------------- | ---------------------------------------- |
| 2014      | The 100                               | Zoran                               | odcinek Many Happy Returns               |
| 2015      | Nie z tego świata                     | Jordie Pinsky                       | odcinek Thin Lizzie                      |
| od 2016   | Stranger Things                       | Mike Wheeler                        | rola główna (sezony 1-4)                 |
| 2017      | Young Math Legends                    | Młody Gauss (głos)                  | animowany                                |
| 2019-2021 | Carmen Sandiego                       | Player (głos)                       | sezony 1-4                               |
| 2020      | Carmen Sandiego: Kraść albo nie kraść | Player (głos)                       | odcinek specjalny                        |
| 2020      | Smiling Friends                       | Man Living in Wall / Bliblie (głos) | animowany                                |
| 2020      | JJ Villard's Fairy Tales              | Boypunzel (głos)                    | animowany                                |
| 2020      | Home Movie: The Princess Bride        | Inigo Montoya                       | odcinek Chapter Four: Battle of the Wits |
|           | NEW-GEN                               |                                     | animowany w produkcji                    |

### Teledyski
| Rok  | Artysta          | Tytuł                        | Wideo                |
| ---- | ---------------- | ---------------------------- | -------------------- |
| 2012 | Facts            | "Retro Oceans"               |                      |
| 2013 | Hey Ocean!       | "Change"                     |                      |
| 2014 | PUP              | "Guilt Trip"                 |                      |
| 2016 | PUP              | "Sleep In The Heat"          |                      |
| 2017 | Spendtime Palace | "Sonora"                     | (także współreżyser) |
| 2018 | Ninja Sex Party  | "Danny Don't You Know"       |                      |
| 2018 | Calpurnia        | "City Boy"                   |                      |
| 2018 | Calpurnia        | "Greyhound"                  |                      |
| 2019 | Calpurnia        | "Cell"                       |                      |
| 2019 | Weezer           | "Take On Me"                 |                      |
| 2020 | The Aubreys      | "Getting Better (Otherwise)" |                      |
| 2020 | The Aubreys      | "Loved One"                  |                      |
| 2020 | The Aubreys      | "Smoke Bomb"                 |                      |

## Nagrody
| Rok  | Nagroda                           | Kategoria | Nominacja za    | Wynik     |
| ---- | --------------------------------- | --- | --------------- | --------- |
| 2017 | Young Artist Awards               | Best Performance in a Digital TV Series or Film – Teen Actor                                                                         | Stranger Things | Nominacja |
| 2017 | Teen Choice Awards                | Choice Breakout TV Star | Stranger Things | Nominacja |
| 2017 | Nagroda Gildii Aktorów Ekranowych | Outstanding Performance by an Ensemble in a Drama Series                                                                             | Stranger Things | Wygrana   |
| 2018 | Nagroda Gildii Aktorów Ekranowych | Outstanding Performance by an Ensemble in a Drama Series                                                                             | Stranger Things | Nominacja |
| 2018 | MTV Movie & TV Awards             | Best Kiss (razem z Millie Bobby Brown)                                                                                               | Stranger Things | Nominacja |
| 2018 | MTV Movie & TV Awards             | Best On-Screen Team (razem z: Sophia Lillis, Jaeden Lieberher, Jack Dylan Grazer, Wyatt Oleff, Jeremy Ray Taylor oraz Chosen Jacobs) | To              | Wygrana   |
| 2018 | MTV Movie & TV Awards             | Best On-Screen Team (razem z: Gaten Matarazzo, Caleb McLaughlin, Noah Schnapp oraz Sadie Sink)                                       | Stranger Things | Nominacja |
| 2018 | Teen Choice Awards                | Choice Sci-Fi/Fantasy TV Actor | Stranger Things | Nominacja |
| 2019 | Teen Choice Awards                | Choice Summer TV Actor | Stranger Things | Nominacja |
| 2019 | People’s Choice Award             | The Male TV Star of 2019 | Stranger Things | Nominacja |
| 2020 | Nagroda Gildii Aktorów Ekranowych | Outstanding Performance by an Ensemble in a Drama Series                                                                             | Stranger Things | Nominacja |
| 2020 | Atlanta Shortsfest                | Najlepszy reżyser | Night Shifts    | Wygrana   |
| 2021 | Nickelodeon Kids' Choice Awards   | Najlepszy aktor telewizyjny | Stranger Things | Nominacja |